# FN Browning M1900
FN Browning M1900 hay FN M1900 là một loại súng ngắn bán tự động được thiết kế vào khoảng năm 1896 bởi John Browning cho Fabrique Nationale de Herstal và sản xuất tại Bỉ vào khoảng đầu thế kỷ sau. Nó là khẩu súng ngắn đầu tiên sử dụng khối trượt.

## Lịch sử
Thiết kế của FN M1900 được giới thiệu với nhà sản xuất vũ khí FN Herstal năm 1898 và nó được đưa vào sản xuất năm sau đó (khi đó nó có tên là Modele 1899). Vào năm 1900 đã có một cải tiến giúp nòng súng trở nên ngắn hơn và mẫu sản xuất theo thiết kế đó có tên M1900. Nó đã được sản xuất trong 11 năm với khoảng 700.000 khẩu.

## Thiết kế
FN M1900 sử dụng cơ chế nạp đạn blowback. Nòng súng gắn cố định vào khung súng, các lò xo đẩy khối trượt trở lại vị trí cũ được đặc trong khối trượt và ở trên nòng súng. Lò xo này thông qua một đòn bẩy nó cũng có thể hoạt động kéo kim điểm hỏa về phía sau. Không giống như các mẫu sau này khe nhả vỏ đạn ra ngoài được đặc ngay trên khung súng chứ không phải khối trượt. Nút khóa an toàn nằm ở bên tay trái phía trước cò súng. Nó sử dụng hộp đạn rời gắn trong tay cầm cò súng và điểm ruồi gắn cố định.